# Paddy
Paddy is een van oorsprong Ierse voornaam. De naam is een vleivorm van Patricia of Patrick en komt tevens voor in de Gaelisch-Ierse variant Pádraig. In 2017 kwam de naam Paddy in Nederland 50 keer voor als mannelijke voornaam, 32 keer als dito volgnaam, 43 keer als vrouwelijke voornaam en ten slotte 9 keer als dito volgnaam. In België kwam de naam in 2019 13 keer voor onder mannen en 5 keer onder vrouwen.

## Bekende personen
Enkele bekende naamdragers zijn:
- Paddy Ashdown (1941–2018), een Brits politicus
- Paddy Chayefsky (1923–1981), een Amerikaans auteur
- Paddy Considine (1973), een Brits acteur
- Paddy Driver (1934), een Zuid-Afrikaans wielrenner
- Paddy John (1990), een Nederlands voetballer
- Paddy Keenan (1950), een Iers muzikant
- Paddy Kelly (1977), een Iers-Amerikaans muzikant
- Paddy Kenny (1978), een Iers voetballer
- Paddy McAloon (1957), een Brits muzikant en songwriter
- Paddy Moloney (1938–2021), een Iers muzikant
- Paddy Reilly (1939), een Iers muzikant
- Paddy Roy Bates (1921–2012), een Brits ondernemer